# Атвотер (Охајо)
Атвотер (енгл. Atwater) насељено је место без административног статуса у америчкој савезној држави Охајо.

## Демографија
По попису из 2010. године број становника је 758.
| Група             | 2000.    | 2010.       |
| Белци             | 0 (0,0%) | 736 (97,1%) |
| Афроамериканци    | 0 (0,0%) | 8 (1,1%)    |
| Азијати           | 0 (0,0%) | 1 (0,1%)    |
| Хиспаноамериканци | 0 (0,0%) | 9 (1,2%)    |
| Укупно            | 0        | 758         |